# ブルンジ民主戦線
ブルンジ民主戦線（英語: Front for Democracy in Burundi、フランス語: Front pour la Démocratie au Burundi、略称:FRODEBU）は、ブルンジの進歩主義政党。
1986年ブルンジ労働者党からメルシオル・ンダダイエの一派が離党して結成された。1992年政党として合法化される。
2005年総選挙では得票率21.7パーセントで30議席を得、ブルンジにおける主要野党としての立場を確立した。
2008年2月21日、国民議会への参加を一時停止した。これは民主戦線を離党し民主防衛国民会議・民主防衛勢力 (CNDD/FDD)へ移ったアリス・ンゾムクンダの国民議会副議長就任に抗議したためである。
ブルンジ民主戦線は、社会主義インターナショナルにオブザーバー加盟している。

## 歴代党首
- メルシオル・ンダダイエ (1986年-1993年)
- シルヴェストル・ンティバントゥンガニャ (1993年-1995年)
- ジャン・ミナニ (1995年-2005年)
- レオンス・ンゲンダクマナ (2005年-)